# Cecilia Nordenfelt
Cecilia Viola Helena Nordenfelt, född 19 juni 1946, är en svensk jurist och ämbetsman. Mellan 2011 och 2012 var hon chefs-JO.
Nordenfelt tog juris kandidatexamen vid Stockholms universitet 1973. 1986 blev hon assessor vid Svea hovrätt. Nordenfelt började i riksdagen som föredragande vid justitieutskottet 1987 och blev 1992 kanslichef i utskottet. Hon hade ett samordningsansvar för utskotten i riksdagsdirektörens ledningsgrupp (2000–2004). År 1997 blev hon avdelningsordförande i Allmänna reklamationsnämnden. År 2004 valdes hon till en av riksdagens justitieombudsmän. I januari 2011 efterträdde hon Mats Melin som chefsjustitieombudsman.